# Rumah Luar
Rumah Luar is een bestuurslaag in het regentschap Aceh Tenggara van de provincie Atjeh, Indonesië. Rumah Luar telt 244 inwoners (volkstelling 2010).